# Frankrikes Grand Prix 1968
Frankrikes Grand Prix 1968 var det sjätte av tolv lopp ingående i formel 1-VM 1968.  

## Resultat
1. Jacky Ickx, Ferrari, 9 poäng
2. John Surtees, Honda, 6
3. Jackie Stewart, Tyrrell (Matra-Ford), 4
4. Vic Elford, Cooper-BRM, 3
5. Denny Hulme, McLaren-Ford, 2
6. Piers Courage, Reg Parnell (BRM), 1
7. Richard Attwood, BRM
8. Bruce McLaren, McLaren-Ford
9. Jean-Pierre Beltoise, Matra
10. Chris Amon, Ferrari
11. Jo Siffert, R R C Walker (Lotus-Ford)

### Förare som bröt loppet
- Pedro Rodríguez, BRM (varv 53, för få varv)
- Jochen Rindt, Brabham-Repco (45, bränsleläcka)
- Jack Brabham, Brabham-Repco (15, bränslepump)
- Graham Hill, Lotus-Ford (14, bakaxel)
- Johnny Servoz-Gavin, Cooper-BRM (14, olycka)
- Jo Schlesser, Honda (2, fatal olycka)

### Förare som ej startade
- Jackie Oliver, Lotus-Ford (olycka)